# Commanderie d'Alden Biesen
Pour les articles homonymes, voir Biesen.
La commanderie d'Alden Biesen était un monastère-château de l'ordre Teutonique, et le siège de la grande commanderie des Vieux-Joncs, dont le nom latin était Balivia de Juncis, un des douze grands bailliages du gouvernement de l'ordre teutonique du Saint-Empire romain du XIIIe siècle à la Révolution française. Entièrement rénové, c'est aujourd'hui (2014) un centre international de conférences.

## Introduction
Ensemble architectural construit du XIIIe au XVIIIe siècle par l'ordre des chevaliers Teutoniques dans l'ancienne principauté de Liège, ce domaine et son château sont situés dans la province de Limbourg de Belgique. Le domaine est offert en 1220 à l'ordre des chevaliers Teutoniques, une confrérie hospitalière allemande, devenue ordre militaire. Du XVIe siècle au XVIIe siècle, l'ordre construit ce château et au XVIIIe siècle, un des derniers commandeurs va le transformer en résidence de style baroque tardif agrémentée d'un parc à l'anglaise. Après un violent incendie, en 1971, le site est classé en 2000, entièrement restauré, et aménagé en centre de conférence international. Son ancien hospice est aujourd'hui une brasserie.

## Historique de la grande commanderie

### Fondateurs et donateurs de la commanderie
L'établissement de la commanderie des Vieux-Joncs doit son origine à la pieuse libéralité d'Arnold, comte de Looz, et de Mathilde d'Are, abbesse de Munsterbilzen, qui, en l'année 1220, donnèrent, conjointement, à l'ordre des chevaliers Teutoniques, une chapelle bâtie, en 1216, dans un lieu où foisonnait les joncs, et appelée pour cette raison la chapelle de Vieux-Joncs. Cette donation, comprenant tous les revenus et dépendances de la chapelle, fut faite à titre de subside, dit la charte, pour ceux qui mènent la guerre en l'honneur de Dieu et ont soin des infirmes et des malades.

### Approbation du prince-évêque de Liège
La même donation est approuvée par Hugues de Pierrepont, prince-évêque de Liège, en 1220.

### La Commanderie érigée en Grande Commanderie
L'établissement de Vieux-Joncs, siège d'une Commanderie devient ensuite celui d'une Grande Commanderie.
Le pape Alexandre IV, par une bulle de l'an 1257, va confirmer toutes les libertés, immunités et indulgences accordées par ses prédécesseurs à l'ordre Teutonique
En 1258 le pape Alexandre IV, adresse une bulle à tous les archevêques, évêques et autres autorités ecclésiastiques, prescrivant qu'on ne pourra exiger aucune taxe des biens appartenant aux chevaliers de l'ordre Teutonique,.

### Statut de la Grande Commanderie
Le manuscrit qui renferme les nouveaux statuts de l'ordre, est retrouvé dans les archives de la commanderie de Gruitrode dans la Campine belge. Il se trouve aujourd'hui aux Archives de la ville de Maastricht.

### La Grande Commanderie des Vieux-Joncs

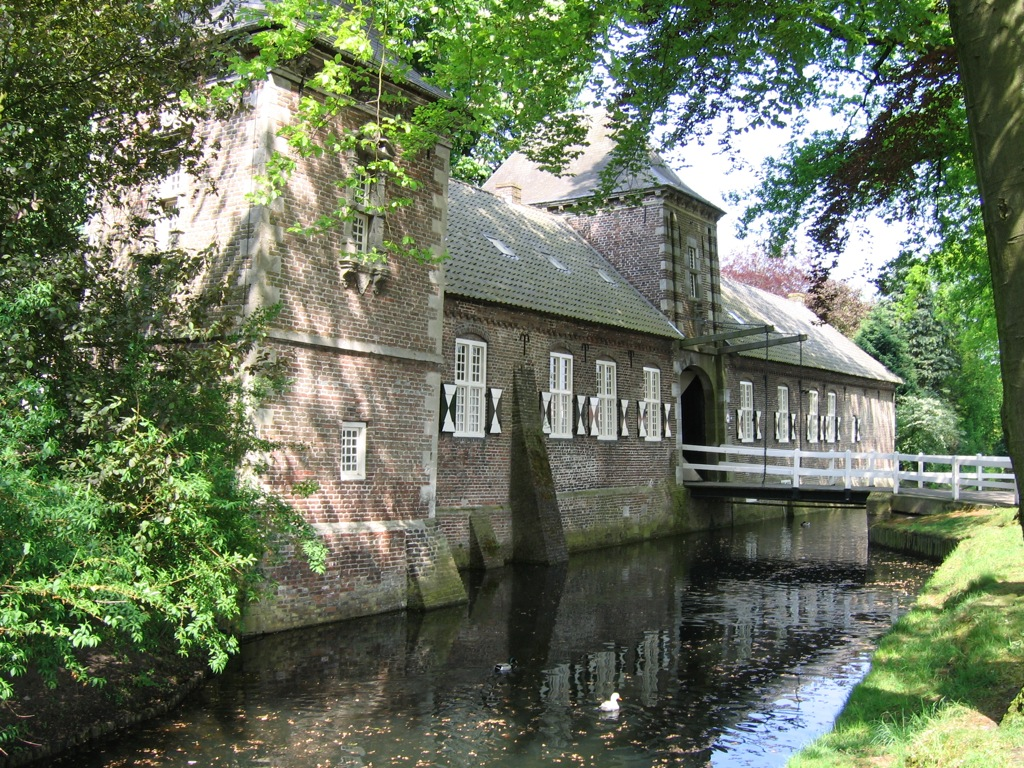
Portail de la commanderie de Gemert

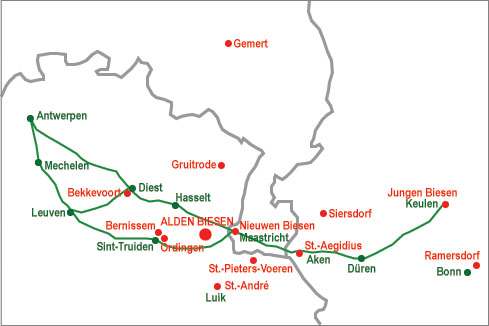
Les douze commanderies des Vieux-Joncs

Le bailliage de Grande Commanderie des Vieux-Joncs, Baliviae de Juncis était tricéphale:

- Le siège du bailliage était fixé à Alden Biesen.
- Saint-André de Liège ou Commanderie du Grand-Pasteur logeait le grand commandeur.
- L'administration du bailliage était dévolue aux Nouveaux Joncs, Nieuwen Biessen, à Maastricht.

### Commanderie subalterne
La grande commanderie avait sous sa direction une dizaine de Commanderies subalternes. elles sont ici classée par ordre hiérarchique:
- 1. - Gemert, près de Bois-le-Duc
- 2. - Seesdorff, ou Siersdorf, dans le duché de Juliers
- 3. - Bernissem, près de Saint-Trond
- 4. - Jonge Biesen, à Cologne
- 5. - Bekkevoort, près de Diest
- 6. - Gruitrode, dans la Campine
- 7. - Fouron-Saint-Pierre, dans l'ancien duché de Limbourg
- 8. - Saint-Égide ou Saint-Gilles, à Aix-la-Chapelle
- 9. - Ordingen, autrefois Ordenge, également près de Saint-Trond
- 10. - Ramersdorf, dans un quartier de Bonn

### Autres commanderies
- Une nouvelle commanderie, beaucoup plus récente, sera subordonnée à celle d'Alden Biesen en 1749 : la commanderie d'Aschaffenbourg donnée par le grand commandeur Damian Hugo Philipp von Schönborn.
- Le Biesenhof, ou petite Biesen, ferme en carré située dans la municipalité néerlandaise de Sittard-Geleen était le siège primitif de la commanderie de Maastricht jusqu'en 1468.

Une autre bulle du même pape, de l'an 1258, ordonna qu'on ne pouvait exiger aucune taxe des biens, généralement quelconques, appartenant aux chevaliers de l'ordre Teutonique.

### XIIIesiècle

#### Grands commandeurs duXIIIesiècle
- Thierry de Guldenhaupt, circa 1260.
- Louis de Kinlwilre 1268.
- Matthieu de Francfort 1271.
- Herman de Rickle ou a Ryekel 1272.
- Nicolas, seigneur de Horn 1278.
- Egbert de Stockem en 1283.
- Thierry de Horst 1284.
- Thierry de Wevelhooen ou Wevelighoven 1292-1295.

#### 1220: la commanderie de Gemert
Rutger van Gemert, rejoint l'ordre Teutonique vers 1220 et lui donne ses biens.

#### 1250: lacommanderie de Fouron-Saint-Pierre

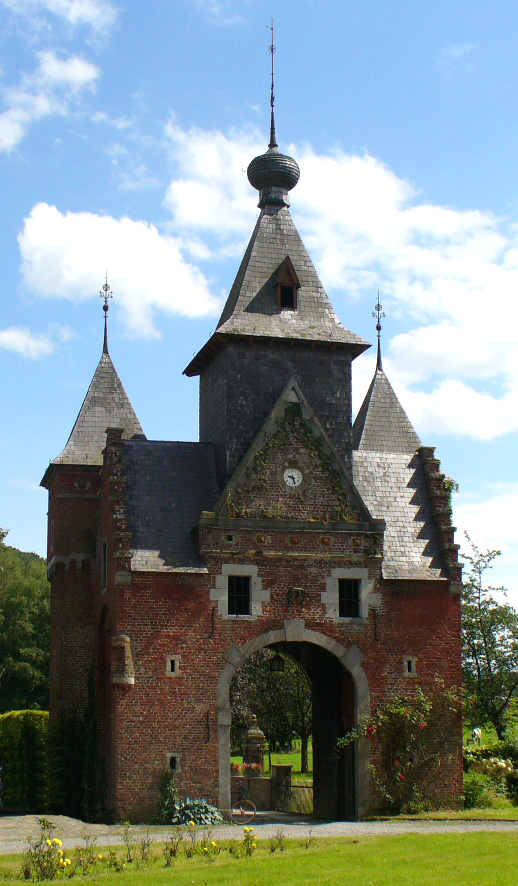
Portail de la Commanderie de Fouron-Saint-Pierre

L'origine de la commanderie de Fouron-Saint-Pierre, Sancti Pétri ad furam, est due au chevalier Daniel de Fouron, lequel, entré dans l'ordre Teutonique, lui fait donation de tous ses biens et vassaux. Cette donation est approuvée, en 1250, par Waleram IV, duc de Limbourg, et le 26 juin 1252 par Henri III, duc de Brabant, comme seigneur de Dalhem.
Par lettres du mois de décembre 1304, Jean, seigneur de Gronsveld, donna à la Commanderie de Vieux-Joncs plusieurs biens et rentes à Fouron-Saint-Pierre, tenus de lui en fief par Henri Vandevelde de Campis.

#### 1238: abandon du bailliage de Vilvorde
Le bailliage de Vieux-Joncs devait avoir eu quelques droits sur un hospice des pauvres établi à Vilvorde car en 1238 des lettres du Commandeur abdique spécialement ces droits.

#### 1259: la commanderie de Liège
En 1254, les chevaliers teutons quittèrent leur maison de Vieux-Joncs et pour aller s'établir à Liège, où l'évêque Henri de Gueldre leur accorda pour demeure la maison de Beaurepart-en-Isle, le séminaire épiscopal actuel.
Ils transférèrent ensuite leur habitation rue de la Waye, près du Pont-d'Île ou à l'hôtel de Celles rue du Pont-d'île en 1259, et célébrèrent leurs offices dans l'église Saint-Gangulphe.
Pendant le séjour des chevaliers à Liège, ils sont favorisés par plusieurs dons considérables, qui leur permirent d'y ériger la commanderie du Grand-Pasteur ou de Saint-André. Ils vont ensuite retourner aux Vieux-Joncs.

### XIVesiècle

#### Grands commandeurs duXIVesiècle
- Gauthier de Papenhoven 1300-1302.
- Thierry, seigneur de Hollande., devint commandeur eu 130V.Hic fuit WilhelniiRom. Régis filius spurus, etc. obiit 1312.
- Gérard, comte de Looz, vivait en 1322. Il était fils du comte, Arnold de Looz et avait encore quatre frères dans l'ordre Teutonique; Conrad, Lambert, Werner et Vredebete.
- Rutger de Caudenbergh, succéda en 1325.
- Jean de Hoenthorst en 1328. Fut en même temps commandeur du bailliage d'Utrecht et chancelier du duc de Brabant; il mourut en 1340.
- Gérard van Printhaghen 1329.
- Henry de Rondhorst ou Hondhorst 1340.
- Conrard de Colen ou von der Kaulen 1351.
- Rutger de Vrimersen, Vlimersen ou Weimersheim 1358. Fut également commandeur du bailliage d'Utrecht, et en 1358 grand commandeur de Coblence.
- Renier de Hoen ou Hoensbroeck, fut en même temps commandeur du bailliage d'Utrecht; il mourut en 1371.
- Henri de Lewenberg ou Leeuwenberg 1371-13.
- Renier de Hausen ou Hansen devint grand commandeur en 1389 et mourut le 24 mai 1410.

#### 1322: la commanderie de Siersdorf
Nous trouvons dans un acte du commandeur et de divers membres de la maison de l'ordre Teutonique à Zeyrstorff, de l'an 1322, qu'ils avaient vendu à frère Gérard de Looz, provincial du même Ordre, au bailliage de Vieux-Joncs, leur courtil d'Aldenhoven avec 75 journaux de terre arable, pour que les dits biens fussent affectés à la fondation à Aix-la-Chapelle d'une église ou chapelle à l'usage de l'ordre.

#### 1254: la commanderie de Bernissem

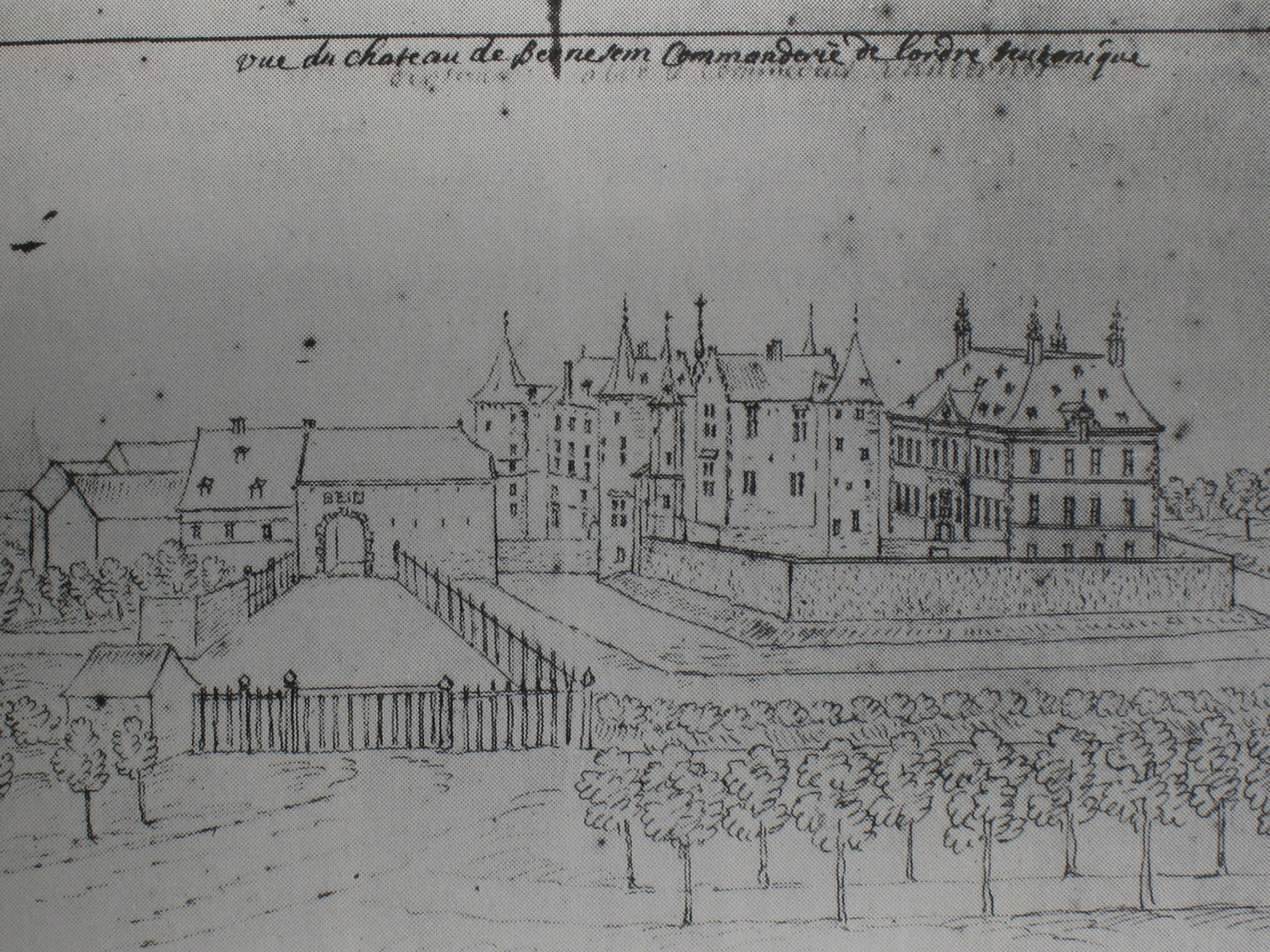
Dessin de la commanderie de Bernissem, par Remacle Leloup

Cette commanderie était déjà fondée en 1254.

#### 1358: la commanderie de Maastricht
L'ordre Teutonique avait déjà, en 1222, des chevaliers résidant à Maestricht ; ils commencèrent à y vivre en commun vers 1280. La commanderie de Nouveaux-Joncs, Nieuwen-Biessen, est fondée dans cette ville par le grand-commandeur Renier Hoen, en 1358 et 1362,, sur un terrain donné par le chapitre de Saint-Servais et dont la cession à l'ordre fut confirmée par le duc de Brabant et le prince-évêque de Liège, comme copossesseurs de la ville de Maestricht, par diplôme du 8 février 1386.

##### Les nouveaux chevaliers
Le commandeur provincial résidait aux Vieux-Joncs et à Maestricht; le chapitre des douze Commandeurs de la province, à qui appartenait la nomination des chevaliers, se tenait dans cette dernière ville; l'admission des chevaliers avait lieu dans la nouvelle église de Nieuwen-Biessen.
L'installation des nouveaux chevaliers se faisait avec beaucoup de pompe, et tous les Commandeurs particuliers y assistaient fortement armés et revêtus de leurs manteaux de cérémonies; les plus jeunes chevaliers armaient le récipiendaire de pied en cap et le conduisaient au pied de l'autel où il prêtait, entre les mains du Grand-Commandeur, le serment de fidélité, et en recevait l'accolade et la bénédiction. La cérémonie se terminait par un Te Deum, chanté et suivi d'un grand festin.

#### La commanderie de Tongres
Le grand-commandeur de Vieux-Joncs établit un refuge ou maison à Tongres, afin qu'en cas de guerre les chevaliers pussent s'y retirer ; il obtint de la régence communale, pour cet établissement, la franchise de tous droits et impôts.
Le refuge primitif des chevaliers teutons, à Tongres, était situé rue de Hasselt, Hemelingen straet; il est vendu en 1663. La même année, le grand-commandeur, Edmond-Godefroid, baron de Bockholtz et d'Orey, acheta une nouvelle propriété, sise rue des Marais, Moeren straet, et obtint, pour ce nouveau refuge, les immunités dont l'ordre avait toujours joui dans la ville de Tongres.

### XVesiècle

#### Grands commandeurs duXVesiècle
- Renier de Hausen ou Hansen devint grand commandeur en 1389 et mourut le 24 mai 1410.
- Ivan ou Jean de Cortenbach, décédé en 1434.
- Théodore de Betgenhausen ou Betenhausen, décédé en 1440.
- Mathieu van der Straeten, décédé en 1460.
- icolas van der Dusen, décédé en 1467.
- Jeun van der Velde, décédé en 1481.
- Gérard de Sombreffe, décédé en 1482.

#### 1414: la commanderie de Gruitrode
En 1414, l'ordre obtient la seigneurie de Gruytrode, Gruitrode dans la Campine, dont dépendait le village de Holt et y établit une commanderie.

##### Monnaie des Commandeurs
À cette seigneurie est attaché un droit de battre monnaie, quelques Grands-Commandeurs du bailliage des Vieux-Joncs vont user de ce droit. Les monnaies appartiendront à deux Grands-Commandeurs, Ywan de Cortenbach (1430-1440) et Mathias Vanderstraten (14601467); elles sont frappées non pas aux Vieux-Joncs mêmes, mais dans la terre de Gruytroede. Les pièces trouvées – une vingtaine – sont des imitations de la monnaie de l'évêque de Liège, Jean de Bavière (1390-1419). Les autres sont également des copies plus ou moins fidèles du type émis par d'autres princes des Pays-Bas

#### 1462: la commanderie de Geldorp
Philippe de Homes concédera en 1462 à l'Archi-Commandeur Nicolas de Dussen le patronat de l'église de Geldorp.

### XVIesiècle

#### Grands commandeurs duXVIesiècle
- Jean de Herck ou de Hauck, décédé en 1503.
- Maximilien de Eynallen, décédé en 1512.
- Gérard Streithagen, décédé le 21 janvier 1536.
- Winand Breil ou de Breiel, gouverneur de Frise, de Groningue, et d'Overyssel, décédé le 5 janvier 1554.
- Jean de Ghoer, décédé le 24 août 1572.
- Henri de Ruysschenberg, décédé à Cologne en 1603.

#### 1585: reconstruction de la commanderie de Maastricht
Le commandeur Henri Van Ruysschenberch rebâtit la maison teutonique à Maestricht qui avait été détruite pendant le siège que la ville soutient contre le Prince de Parme et 1579; il pose, en 1585, la première pierre de cet édifice qui sera achevé l'année suivante. Cette commanderie était située à l'endroit où se trouve actuellement le bassin de la grande écluse à l'origine du canal de Maestricht à Bois-le-Duc.

### XVIIesiècle

#### Grands commandeurs duXVIIesiècle
- Henri de Ruysschenberg, décédé à Cologne en 1603.
- Frambert Bock de Lichtenberg, décédé le 16 novembre 1605.
- Edmond Huyn d'Amslenraedl, décédé le 9 avril 1634.
- Godefroid Huyn, comte de Geleen, décédé le 27 août 1657[note 8].
- Edmond-Godefroid, baron de Bocholt, décédé le 26 octobre 1690.

#### 1600: la commanderie d'Ordenge

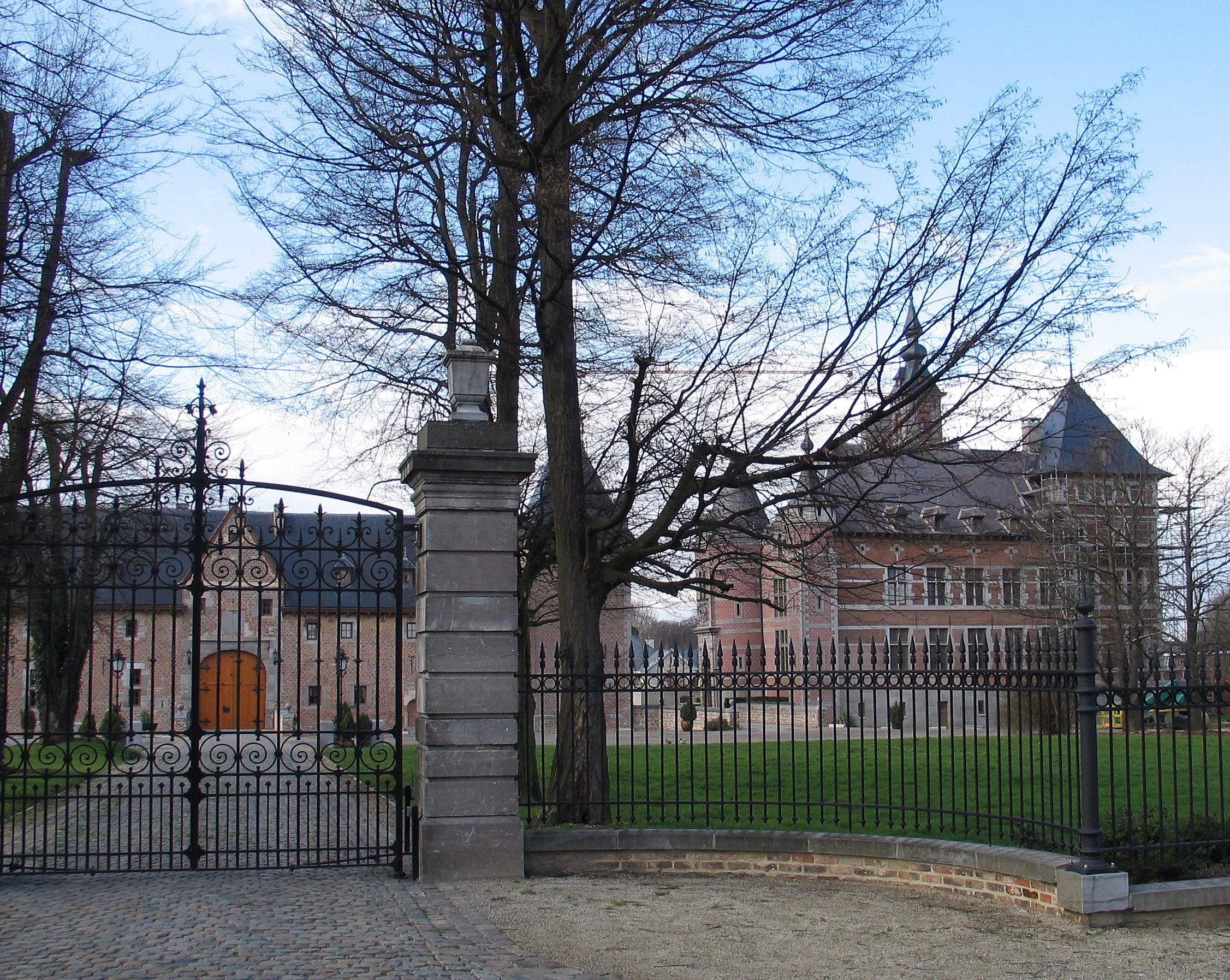
Commanderie d'Ordingen

En 1600, les chevaliers achètent et fondent la commanderie d'Ordenge ou Ordingen

#### 1638: reconstruction de l'église de la commanderie des Vieux-Joncs
Frambert Van Lichtenberg succéda à Henri Van Ruysschenberch. Il fit reconstruire l'église de des Vieux-Joncs, mais ne verra pas son achèvement, car elle ne sera terminée que sous son successeur le comte Huyn de Geleen et consacrée le 12 septembre 1638, par le suffragant de Liége, Henri, évêque de Dionysie, comme le précise l'inscription placée sur une pierre de l'église et autre pierre commémorative de cette reconstruction.

#### Vers une province teutonique
En 1414, l'ordre obtint la seigneurie de Gruitroode, en Campine, dont dépendait le village de Holt, et y établît une commanderie. On créa par la suite des commanderies à Gemert, Beeckevoort, Zeestorff, Ramersdorff et celles de Saint-Gilles, à Aix-la-Chapelle, de Jongen-Biessen, à Cologne, de Bernesheim, à Saint-Trond, et enfin, en 1600, celle d'Ordenge, située aussi près de Saint-Trond. Ces douze commanderies de Vieux-Joncs, Nouveaux-Joncs à Maestricht, Saint-André à Liège, Fouron Saint-Pierre, Gruitroode, Saint-Gilles à Aix-la-Chapelle, Gemert, Cologne, Bernesheim, Ordenge, Beeckevoort, Zeestorff et Rammersdorff vont composer la province teutonique de Biessen.

### DuXIIIeauXVIesiècle

#### Origine légendaire de la grande commanderie

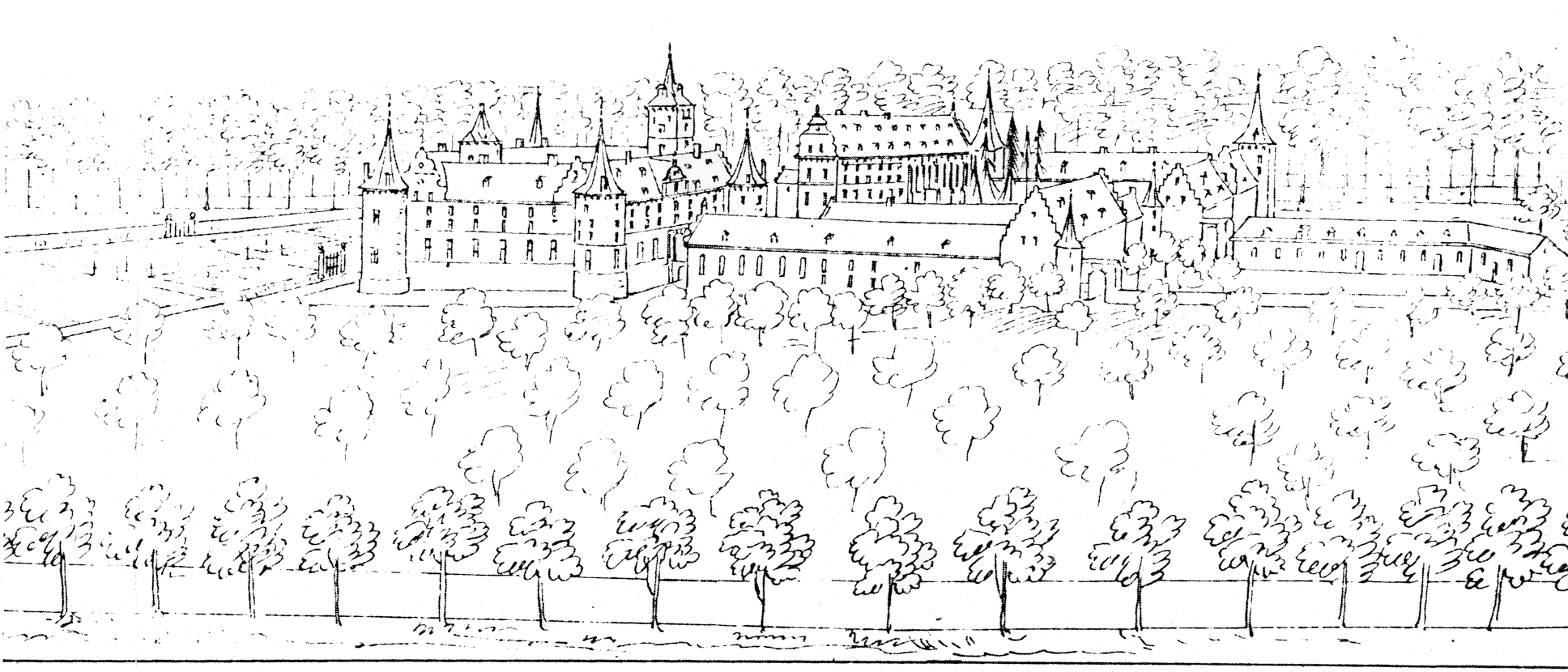
Dessin de Remacle Leloup, la Commanderie des Vieux-Joncs, vue du sud, vers 1740

Miræus donne la date de sa fondation.
L'ordre Teutonique choisit pour siège de sa grande commanderie dans nos contrées une chapelle élevée à l'occasion de la découverte d'une statue miraculeuse de la Vierge, trouvée entre les roseaux dans un endroit marécageux, près de Bilsen, et nommée, d'après l'endroit, des Joncs de juncis; cette chapelle, érigée en l'honneur de la Vierge, fut consacrée le 25 février 1216 par Thierry, évêque d'Esthonie, faisant alors fonction épiscopale dans l'évêché de Liège. Arnould VI, comte de Looz, et sa sœur Mechtilde ou Mathilde, abbesse de Munster-Bilsen, la donnèrent à l'ordre Teutonique, avec toutes ses dépendances. Cette cession fut confirmée en 1220 par Hugues de Pierrepont, alors évêque de Liège.

#### Vestige
Le plus ancien vestige qui existe encore de la commanderie est une grande pierre tombale qui orne le milieu du pavé de l'église devant le chœur et qui ferme la tombe d'Emond, évêque de Courlande, lequel était religieux de l'ordre Teutonique et suffragant du diocèse de Liège; il mourut le 13 décembre 1292

#### Saumery

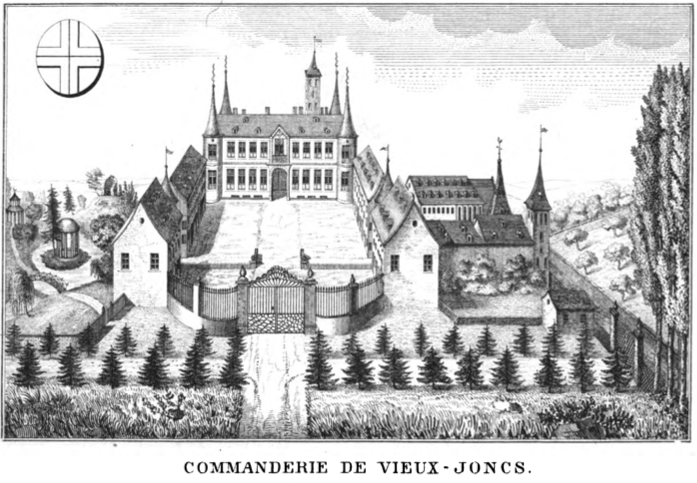
Grande Commanderie, Vue du jardin

Une description précise accompagne une gravure de la même époque :
Entre les villes de Tongres, Bilsen et Maestricht on trouve un terrain inégal et varié, qui ne tient ni de l'aridité de la Campine, ni de l'uniformité de la Hesbaye. Dans cet agréable lieu, les bois n'ont rien de sauvage, et les collines, loin de ressembler aux rochers de la Meuse, ne sont composées que d'une terre douce et fertile, qui, sans attendre les soins de l'habitant, se couvre partout d'une riante verdure dont ce paysage tire son plus grand agrément.
Le sommet d'une de ces collines, creusé par les mains de la nature, forme un vaste bassin, au fond duquel est bâti un grand et magnifique château, environné d'un parc fermé de murailles, qui sert de retraite à plusieurs espèces de bêtes fauves. Une longue avenue de haute futaie le traverse de part en part, et mène à une porte d'une belle architecture par où on entre dans une vaste cour, plantée de sapins d'une hauteur étonnante.
On y voit à gauche une galerie en portiques, qui communique à une grande chapelle d'une architecture noble et bien entendue; le côté gauche est borné par divers bâtiments qui lui sont communs avec une seconde cour très-vaste, destinée aux usages rustiques.
En face on trouve l'accès d'une troisième cour, qui borde un large fossé revêtu de maçonnerie et plein d'eau.
Un semblable fossé fait l'enceinte du donjon, qui est carré et flanqué de quatre grosses tours rondes. Ce grand édifice renferme une quatrième cour carrée, belle et spacieuse, où l'on entre par deux ponts-levis, dont l'un regarde les cours et l'autre un parterre et d'autres jardins très agréables situés à l'occident. Les appartements y sont en grand nombre et remarquables, tant par la grandeur et l'élégance qui y brille, que par la richesse des meubles et la commodité des dégagements.

#### Nouvelle église

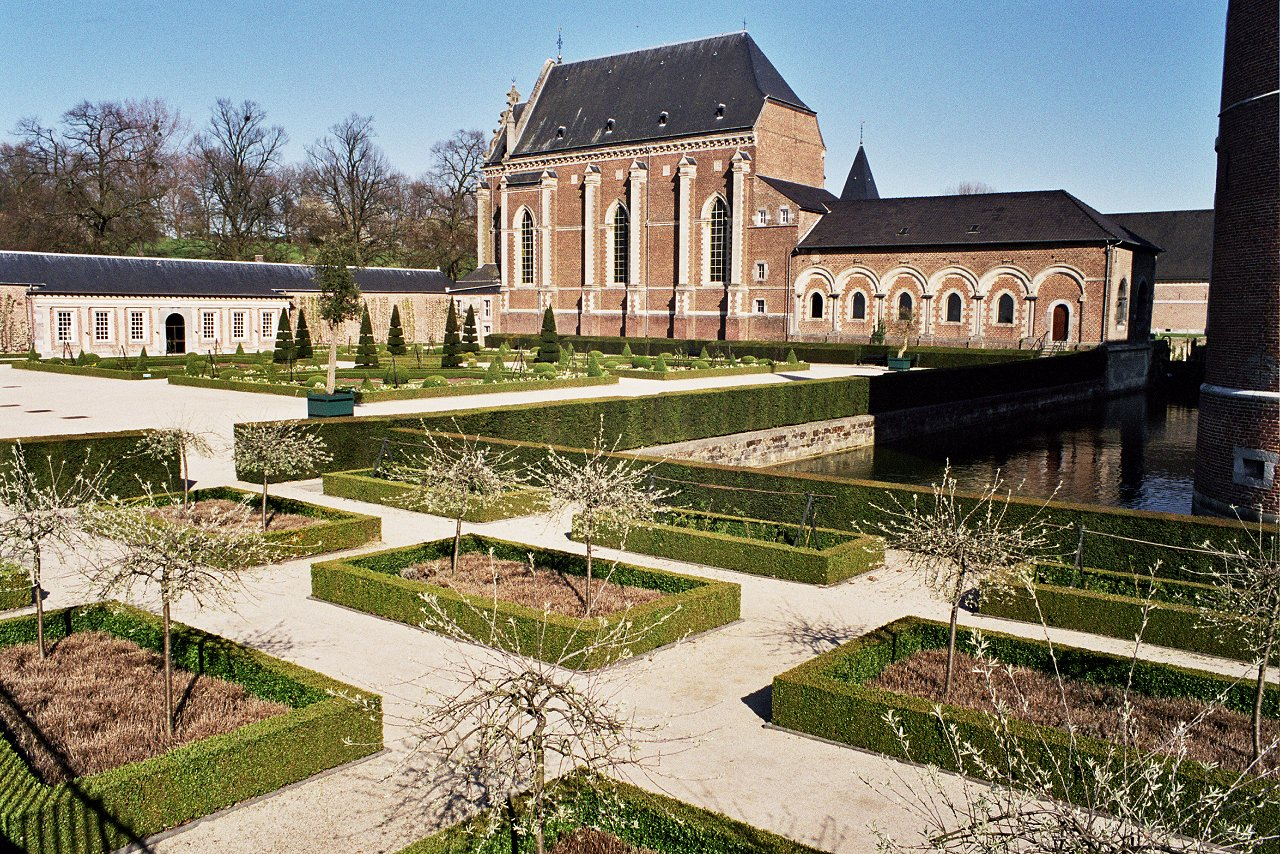
Commanderie d'Alden Biesen, la nouvelle chapelle du XVIIe siècle

L'église, qui s'élève près de la commanderie, est d'un style simple et n'a pas de caractère architectonique prononcé. Elle est commencée sous le commandeur Frambert de Lichtenberg, mort en 1605. Le comte Huin de Geleen, feld-maréchal de l'Empire et grand commandeur de l'ordre, mort le 27 août 1656, la fait achever. À l'extérieur elle rappelle par ses lignes l'ancienne église ogivale. Composé d'une seule nef vaste et large, son chœur, plus rétréci dans ses dimensions, se lie avec peine au monument. Des parties de pignons, en style ogival, sont encore conservées près du chœur, qui est décoré d'une statue de la Vierge avec la date de 1637. Des croix de l'ordre et des têtes de lions, armes du commandeur de Bocholt, sont sculptées sur la frise qui borde les côtés latéraux, sous le toit.
L'église, comme nous l'avons dit, s'élève près du château. Commencée sous Frambert de Lichtenberg, mort en 1605, elle fut terminée sous le comte Huin de Geleen, mort en 1656". Composée d'une seule nef vaste et bien éclairée dans le style du XVIIe siècle, elle a ses murs latéraux ornés de pilastres, et des bases de colonnes ogivales se montrent encore aux plinthes. Dans les lignes d'ensemble de l'édifice, on reconnaît encore le monument ogival démoli et que celui-ci remplace.

#### Mobilier de l'église
Comme le château, l'église a perdu la plupart de ses ornements et de ses meubles. Sur le maître-autel, dans le chœur, sont exposés des reliques de sainte Élisabeth; les huit chandeliers en argent qui l'ornaient également autrefois n'existent plus.

#### Orgue de l'église
L'orgue, qu'on range parmi les plus belles de la contrée, est aujourd'hui à l'église d'Achel, village belge près de Ruremonde. Les vêtements sacerdotaux répondaient par la richesse du travail et de la matière à la décoration des autels.

#### Tableau de l'église
Deux des trois autels, qui sont aux côtés latéraux du chœur, renfermaient des tableaux de Gaspard de Crayer: sur l'un était saint Georges recevant de la main d'un ange la bannière blanche avec la croix de gueules, sur l'autre, consacré à la Vierge, est le Christ mort sur les genoux de sa mère.

#### Bâtiments annexes de l'église
Les bâtiments, placés aux deux côtés de l'église et qui servaient de sacristie, portent à l'extérieur de la porte d'entrée la date de 1571. Les portiques sont liés à l'église et se prolongent jusqu'aux fossés du château; ils portent la date de 1635. Ils se composent encore de sept arcades en plein cintre à larges archivoltes reposant sur des colonnes d'ordre toscan. La façade qui donne sur le jardin est percée de fenêtres ogivales. Sous les combles, on logeait les moines quêteurs qui se présentaient à la commanderie, et on les nourrissait dans les caveaux ou cuisines.
À gauche de la commanderie, un bâtiment isolé ayant l'aspect d'une porte qui servait d'hospice à douze vieillards pauvres, et plus tard d'école aux enfants. Puis elle devint la demeure du vicaire attaché spécialement à l'église. À l'autre bout de l'avenue se trouve l'hôtellerie, dont la porte est surmontée des armes du cardinal de Schonborn, commandeur de l'ordre. Sur un moulin à Hoesselt, non loin de Vieux-Joncs, sont sculptées les mêmes armes.

#### Le château

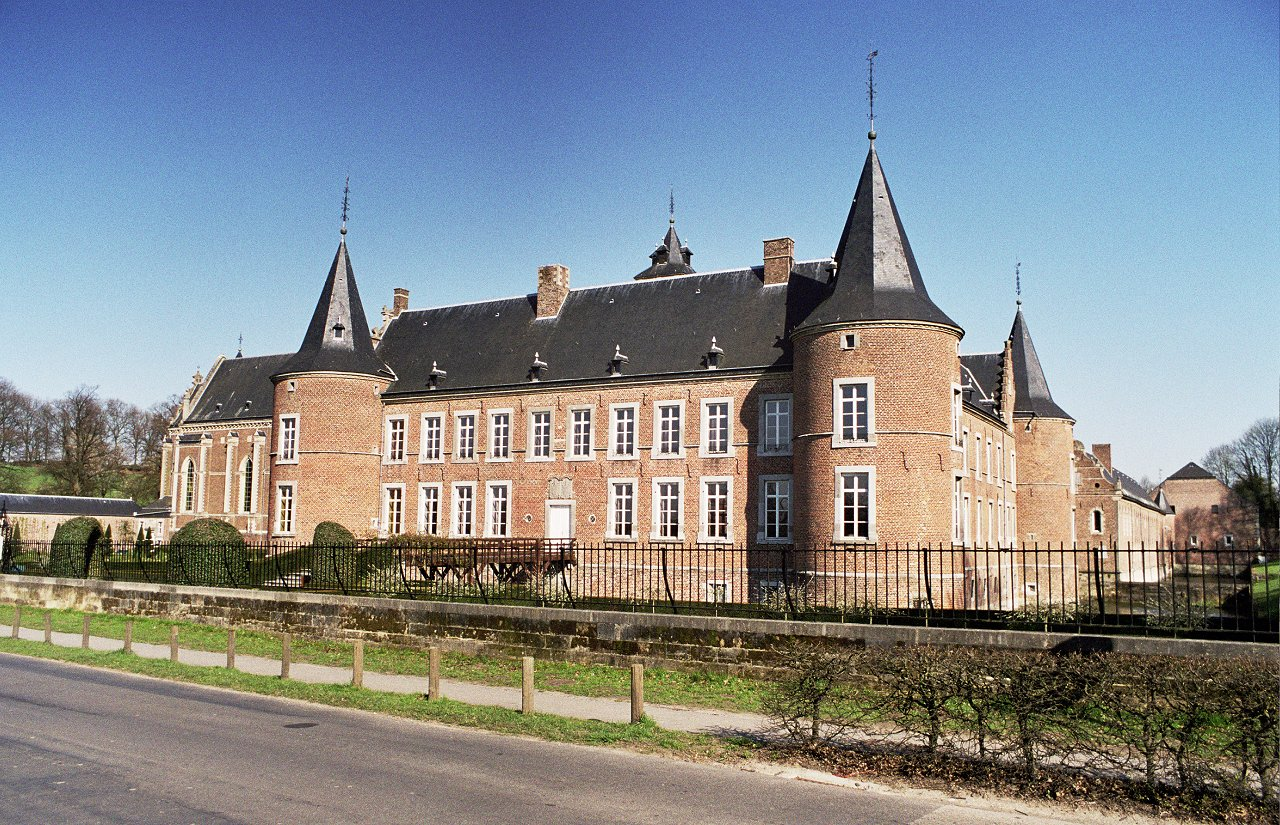
Commanderie d'Alden Biesen, le château

#### Le bâtiment
Quatre tours à toitures prismatiques, couvertes d'ardoises, sont aux angles, et à l'intérieur de la cour, formée par les quatre ailes de l'édifice, se trouvent deux autres tours, dont l'une sert aux cloches et aux timbres de l'ancien carillon, et l'autre renferme l'escalier. Dans le tympan de la façade principale, on voit deux écussons dont les armes ont été enlevées. La date de 1767, qui est restée, rappelle d'importants changements faits par le commandeur Reichsach. Une grande cour oblongue, bordée des deux côtés de bâtiments servant d'écuries, de remises et de magasins à fourrages, précède le château. Les deux ailes qui forment ces constructions sont reliées par un grillage en fer qui fait front vers la campagne.

#### Les appartements

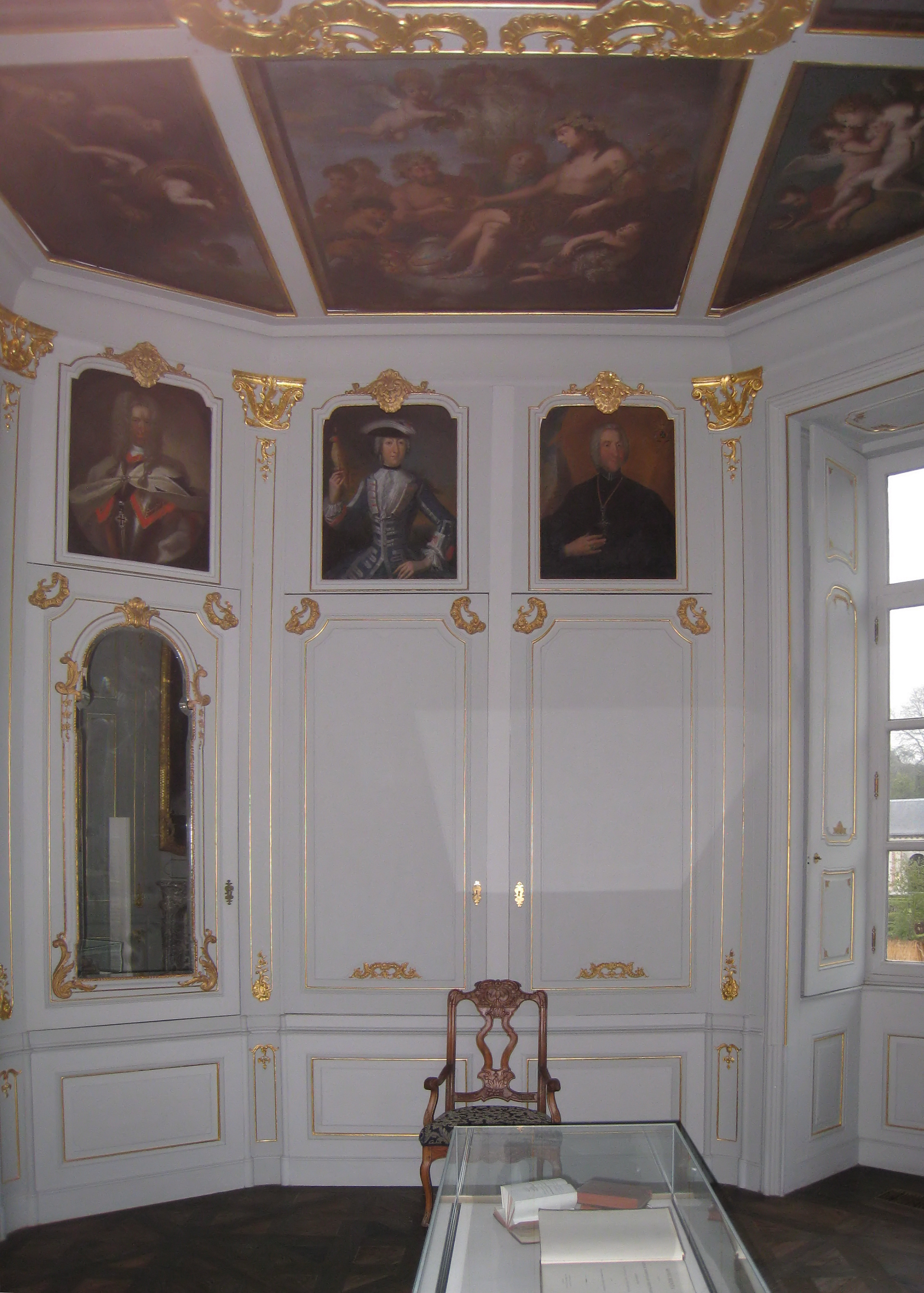
Bibliothèque du commandeur Ferdinand von Sickingen, rénovés en 2001

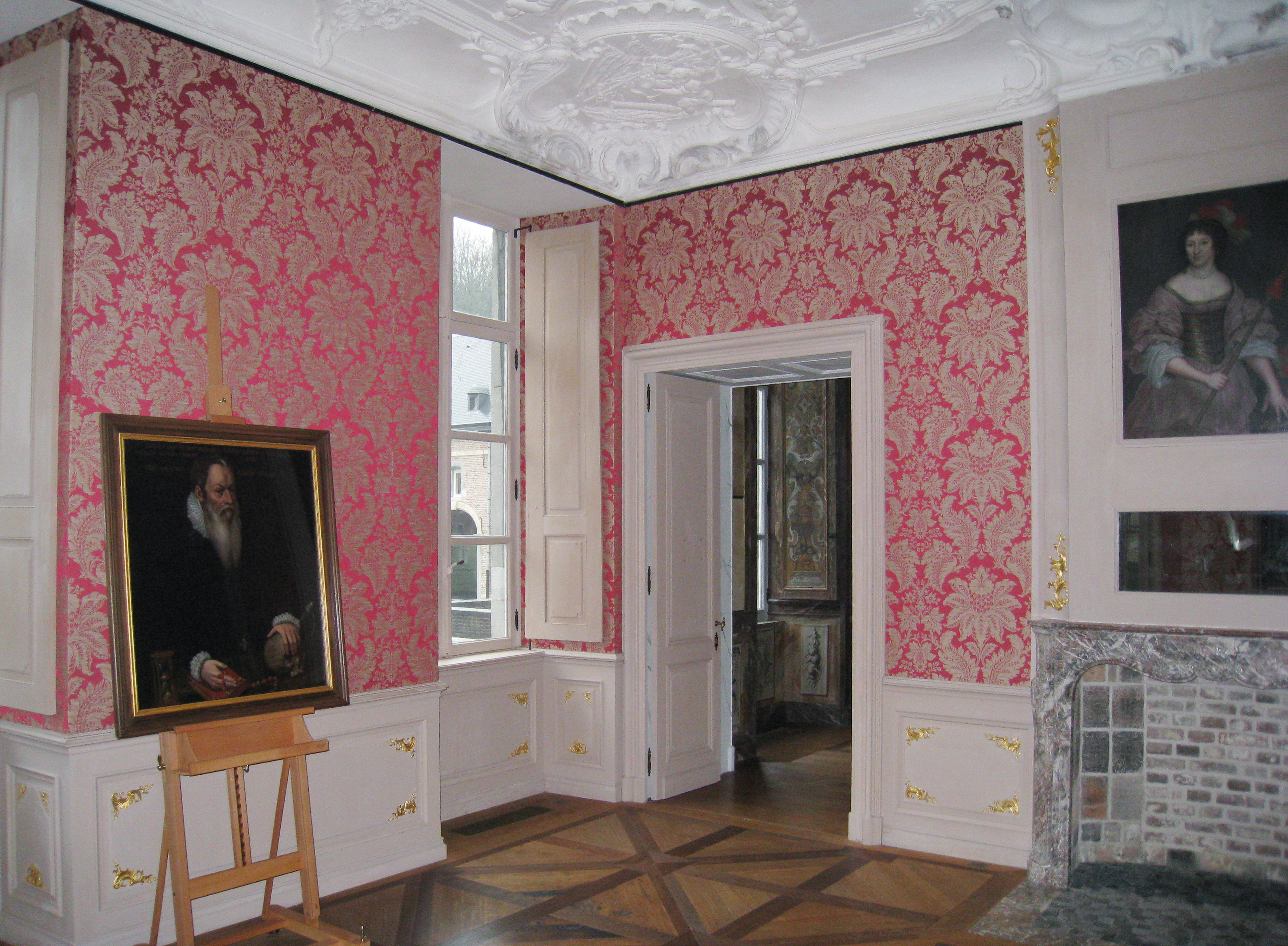
Salon du commandeur Edmond Godfried von Bocholz, rénovés en 2001

Les appartements aux quatre angles étaient autrefois tendus de damas, de couleur différente pour chaque tour, à l'imitation des anciens châteaux royaux de France. C'était la tour rouge, la jaune, la bleue et la verte. Les planchers portent encore les empreintes des coups de hache qu'ils ont reçus à l'époque où les appartements servaient de greniers et de demeure à un régisseur, chargé de recevoir le prix des fermages en nature, après la suppression de la commanderie par les républicains français.
Plusieurs toiles décoraient les pièces au rez-de-chaussée et aux différents étages, pour la plupart des portraits en pied, ou à mi-corps, des personnages appartenant aux premières familles allemandes dont ils portent les armoiries et qui sont peints entre le XVIIe et le XVIIIe siècle. Leur habillement diffèrent selon les époques et les modes du temps. Plusieurs commandeurs y figurent; ils portent de riches armures et sont armés de pied en cap et drapés de leur grand manteau de cérémonie. À l'intérieur d'une des tours étaient groupés une suite de portraits de femmes et d'enfants de la famille d'un des derniers commandeurs. Le plafond de cette pièce était orné d'armoiries; cinq besants d'argent y brillaient sur un fond d'azur.

#### La chapelle du château
La chapelle particulière des commandeurs était un simple appartement au premier étage, relevé par la décoration d'un autel en style Renaissance flamand flamboyant, qui est surmonté d'une grande conque soutenue par deux génies. Dans le haut sont les armes de Huin d'Amstenraedt avec celles de l'ordre Teutonique. Deux colonnes torses ornées, dans les creux, d'oiseaux et de rinceaux dorés se détachant sur un fond couleur de bronze, soutenait le couronnement. Un tableau qui décorait le milieu représentait l'Assomption de la Sainte Vierge. Ce retable, d'art flamand de la Renaissance était placé dans une niche qui se fermait à deux battants, un escalier mobile lui donnant accès.
Plusieurs cheminées décoraient les appartements; sur l'une, qui était décorée du portrait ovale d'un commandeur, on lisait entre deux écussons avec la croix de l'ordre, l'inscription suivante : « Anno Milleno Centeno Cum Nonageno Tune, Alemanoram Surrexit Nobilis Ordo ».

### XVIIIesiècle

#### Grands commandeurs duXVIIIesiècle
- Henri de Wassenaer de Warmond, décédé le 12 février 1707 ou 1709.
- Damien Hugo, baron de Schonborn, évêque de Spire, décédé le 19 août 1713.
- Ferdinand-Damien-Henri baron de Sickingen d'Ebernburg, élu grand commandeur en 1743, décédé le 3 mai 1749.
- Léopold de Steinen, baron de Scherffen et Kessenich, décédé le 29 juillet 1766.
- François-Jean-Népomucène, baron de Reichsach.
- Kerpen fut le dernier commandeur élu mais il ne résidera pas à la commanderie.

#### Le dernier commandeur
Le dernier grand commandeur des Vieux-Joncs fut le baron De Reichsach, qui, après avoir servi l'empereur comme général et comme ambassadeur à La Haye, vint prendre sa retraite aux Vieux-Joncs. Il va employer sa fortune et ses loisirs à tracer un jardin anglais orné de statues et d'ouvrages hydrauliques. Le bâtiment de la commanderie de Maastricht lui devra, lui aussi, de d'importants embellissements.

### Vente en loterie
Les jardins, les prés, les bois, les vergers et les terres arables, qui entourent le monument, avaient une superficie de 157 bonniers d'après une levée faite en 1819, lorsque le domaine est mis en loterie par son propriétaire.

#### Séminaire diocésain
En 1831, l'évêque de Liège offre 350 000 francs sur un prix de 400 000, pour y établir la seconde section du séminaire diocésain.

### XXesiècle

#### Incendie de 1971
Le bâtiment est gravement endommagé par un incendie. Le mobilier est sauvé mais un investissement d'une vingtaine de millions est nécessaire pour rénover le bâtiment. Une somme équivalente sert à racheter aux derniers propriétaires privés les jardins anglais

## Destination actuelle
Magnifiquement restauré, le château est actuellement un centre culturel de la Communauté flamande. Ce centre culturel d’Alden Biesen n'est pas seulement pour les activités historiques mais c’est aussi un centre de congrès voué à destination touristique et culturelle.

## Archives
Les archives de la grande commanderie des Vieux Joncs sont inconnues. L'auteur du Codex diplomaticus ordinis sanctae Mariae theutonicorum précise dans la préface de son ouvrage que ces archives se seraient trouvées en 1795 à Brème où des membres de l'ordre les auraient sans doute transportées pour les sauver de la destruction dont les menaçait l'invasion française.
Aux Archives de la ville de Maastricht, se trouvent les statuts de la grande commanderie des Vieux-Joncs
En 1902, Joseph Cuvelier signale qu'une partie des archives de la Commanderie sont aux Archives de l'Etat à Düsseldorf, contenant 1172 actes datés de 1230 à 1713.

### Sources
1. http://www.alden-biesen.be/
2. http://www.chateauxdebelgique.eu/limbourg/Commanderie.aspx